# غراي ماينارد
غراي ماينارد (بالإنجليزية: Gray Maynard) هو فنان قتال مختلط أمريكي، ولد في 9 مايو 1979 في فينيكس في الولايات المتحدة.

## وصلات خارجية
- الموقع الرسمي
- غراي ماينارد على موقع يو إف سي (الإنجليزية)
- غراي ماينارد على موقع شيردوغ (الإنجليزية)
- غراي ماينارد على موقع Tapology.com (الإنجليزية)
- غراي ماينارد على موقع IMDb (الإنجليزية)
- غراي ماينارد على موقع قاعدة بيانات الفيلم (الإنجليزية)